# Tilak
Pour les articles homonymes, voir Tika et Bindi (homonymie).
Ne doit pas être confondu avec Bal Gangadhar Tilak ou Thilakan.

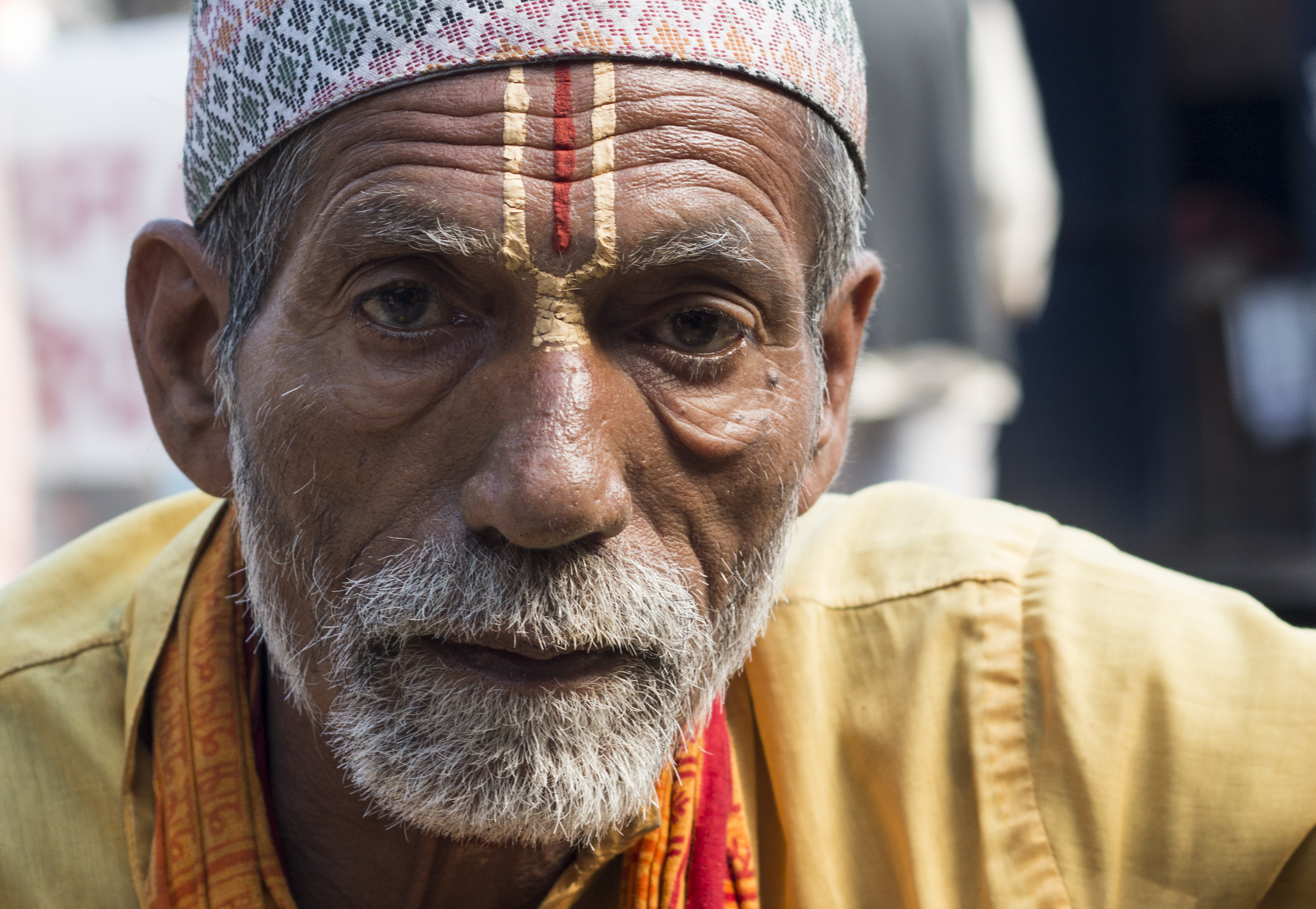
Un Vishnouïte avec un tilaka.

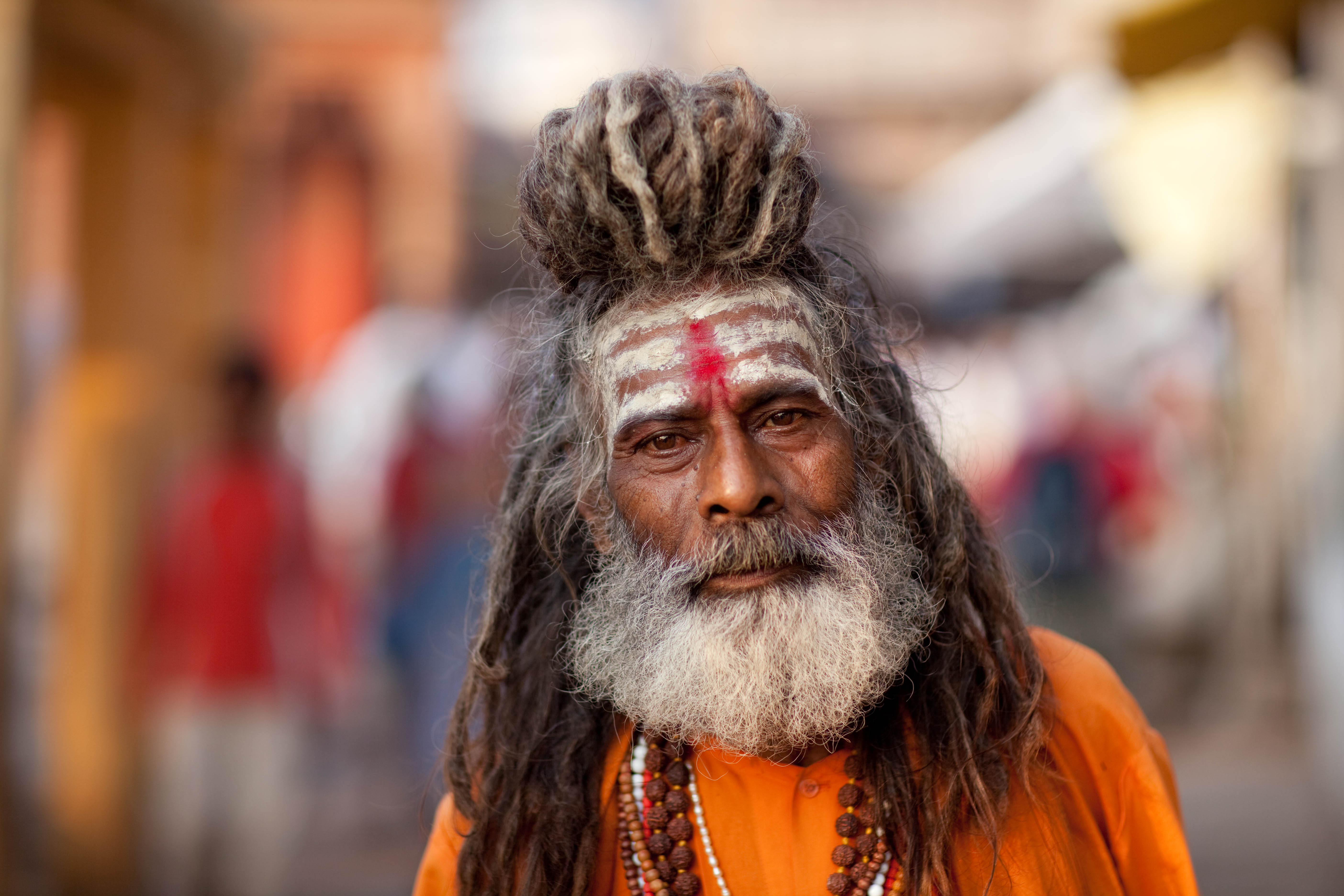
Un Shivaïte avec un tilaka (Tripundra),.

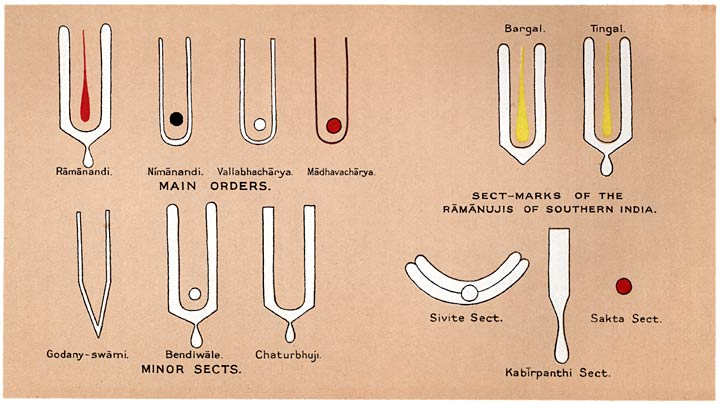
Exemples de tilak et de leur affiliation religieuse, leur école philosophique.

Le tilak, tika, ou pottu est une marque, un "sésame " portée sur le front par des hindous. 
C'est une marque censée porter bonheur, apposée au cours d'une cérémonie religieuse ou en guise de bienvenue ou bien le tilak indique l'appartenance à un groupe religieux.
La plus ancienne référence au tilak connue provient du Rig-Veda. La déesse Ushas, première épouse du dieu Sûrya, y apparaît portant une marque rouge vif sur le front, symbole du soleil levant.

## Fabrication
Traditionnellement, le tilak de couleur rouge est créé à partir d'une poudre de kumkuma (en) séché, mélangée à de la chaux éteinte (hydroxyde de calcium), nommée kumkum. Celui de couleur jaune pâle est obtenu en réduisant en crème du bois de santal. Lorsqu'il est gris, il s'agit généralement de cendres de santal.
Le tilak, dans sa version esthétique et détachée de toute considération religieuse, est appelé bindi (du sanskrit bindu qui désigne une goutte ou un point). Il est porté par les femmes, parfois par les hommes, et peut se présenter, dans sa version profane (non sacré, lié à une Divinité brahmanique), sous la forme d'un bijou autocollant souvent assorti aux vêtements.

## Positionnement
Le tilak symbolise le troisième œil de Shiva. Il se positionne sur le front, à l'emplacement du sixième chakra (âjnâ-chakra) dans lequel résident les facultés psychiques. Il souligne la dimension spirituelle de celui qui le porte.

## Interprétations et usages

Le tirunama des vishnouites.

### L'appartenance à un groupe religieux
Le tilak arboré par les vishnouites a la forme d'un U de couleur blanche dessiné autour d'un trait rouge ou noir. On le désigne sous le terme de tirunama.
Les shivaïtes (adorateurs de Shiva) portent sur leur front trois barres horizontales tracées avec des cendres. Il s'agit d'un tripundraka qui, du point de vue des adeptes, facilite l'accès à la méditation.

## Comparaison au bindi
Les termes tilaka et bindi se recouvrent un peu mais ne sont pas synonymes. Les différences sont les suivantes :
- Un tilaka est toujours appliqué avec une pâte ou une poudre, tandis qu’un bindi peut également être constitué d’un bijou.
- Un tilaka est employé d’ordinaire pour des raisons religieuses ou spirituelles, ou pour honorer un personnage, un événement ou une victoire. Un “bindi” peut soit signifier “mariée” pour une femme ou n’avoir qu’un intérêt décoratif.
- Un bindi n’est porté qu’entre les yeux, tandis qu’un tilaka peut également couvrir le visage ou d’autres parties du corps.

### Kundalinî Yoga
Les adeptes du Kundalinî Yoga estiment que lors de l'éveil de la Kundalinî, l'âjnâ-chakra est le point du corps par lequel l'énergie qui se déplace entre les pôles supérieur (au-dessus de la tête) et inférieur (au niveau des organes génitaux et de l'anus) peut s'échapper. Le kumkum de couleur rouge aurait alors pour effet de retenir cette énergie à l'intérieur du corps.

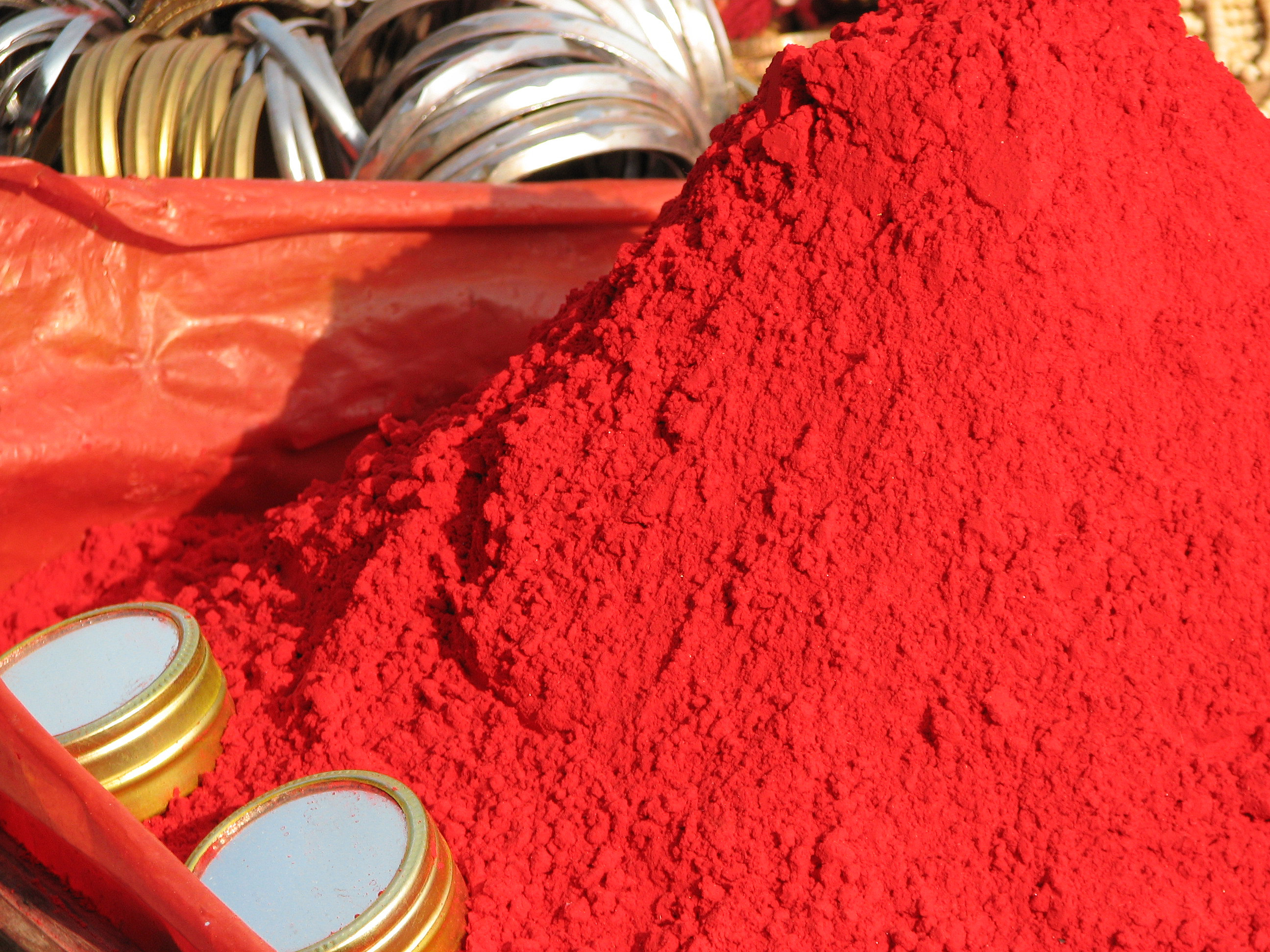
Poudre de tikka rouge à Haridwar

## Tikka
Le tikka, teeka ou teekka est une marque portée sur le front par certains hindous. Les hindous, hommes ou femmes, portent parfois une marque sur le front, un point, un trait ou des lignes de couleur rouge, noire, jaune ou gris cendre. On appelle aussi ces marques des tilakas et des tilaks dans le vishnouisme.  

## Différents types de tikka

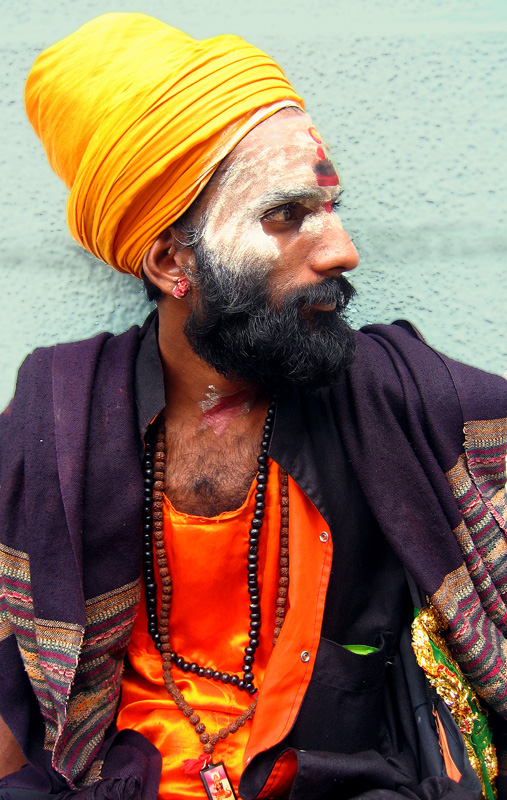
Un sadhu à Ahmedabad.
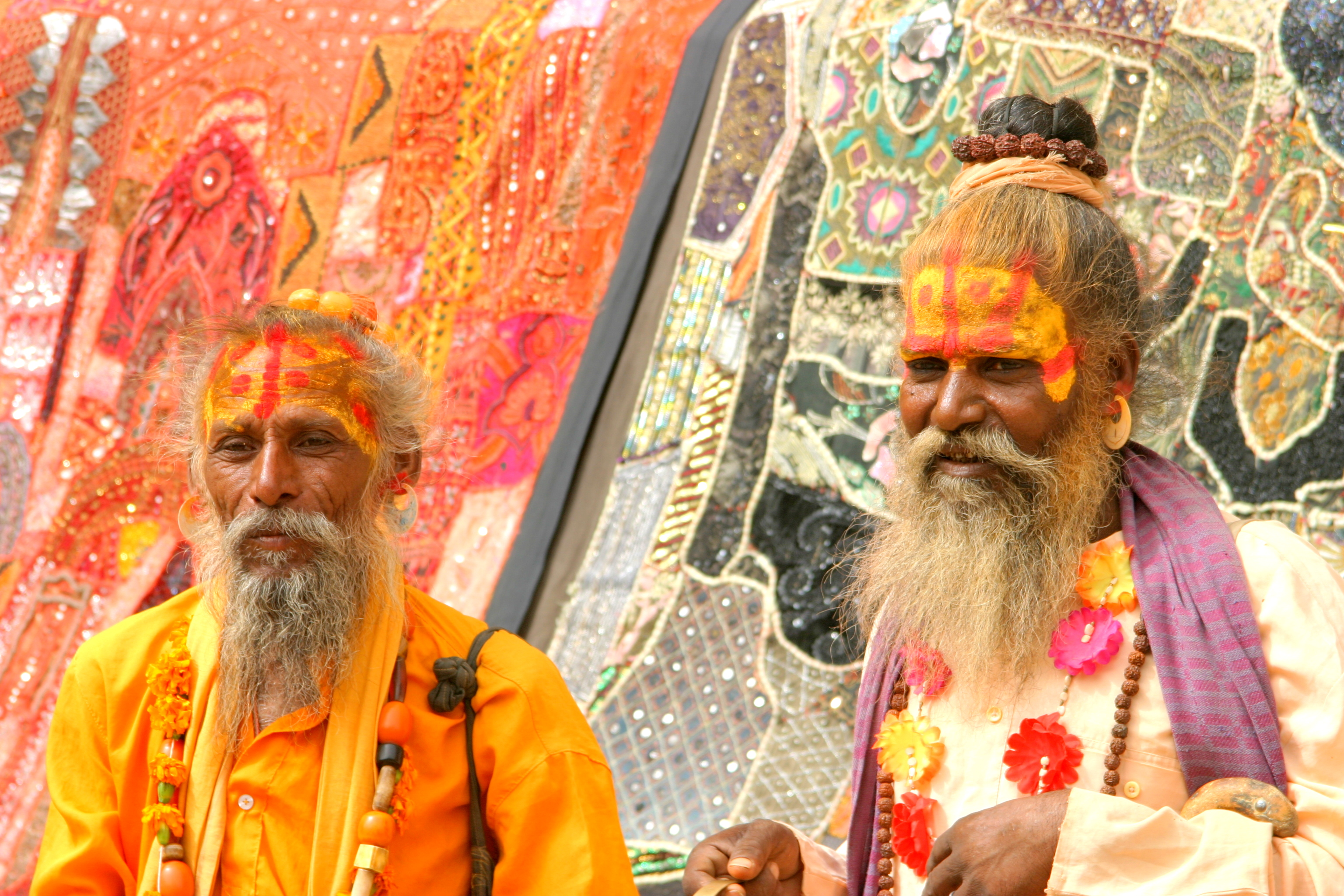
Des sadhus au Rajasthan.
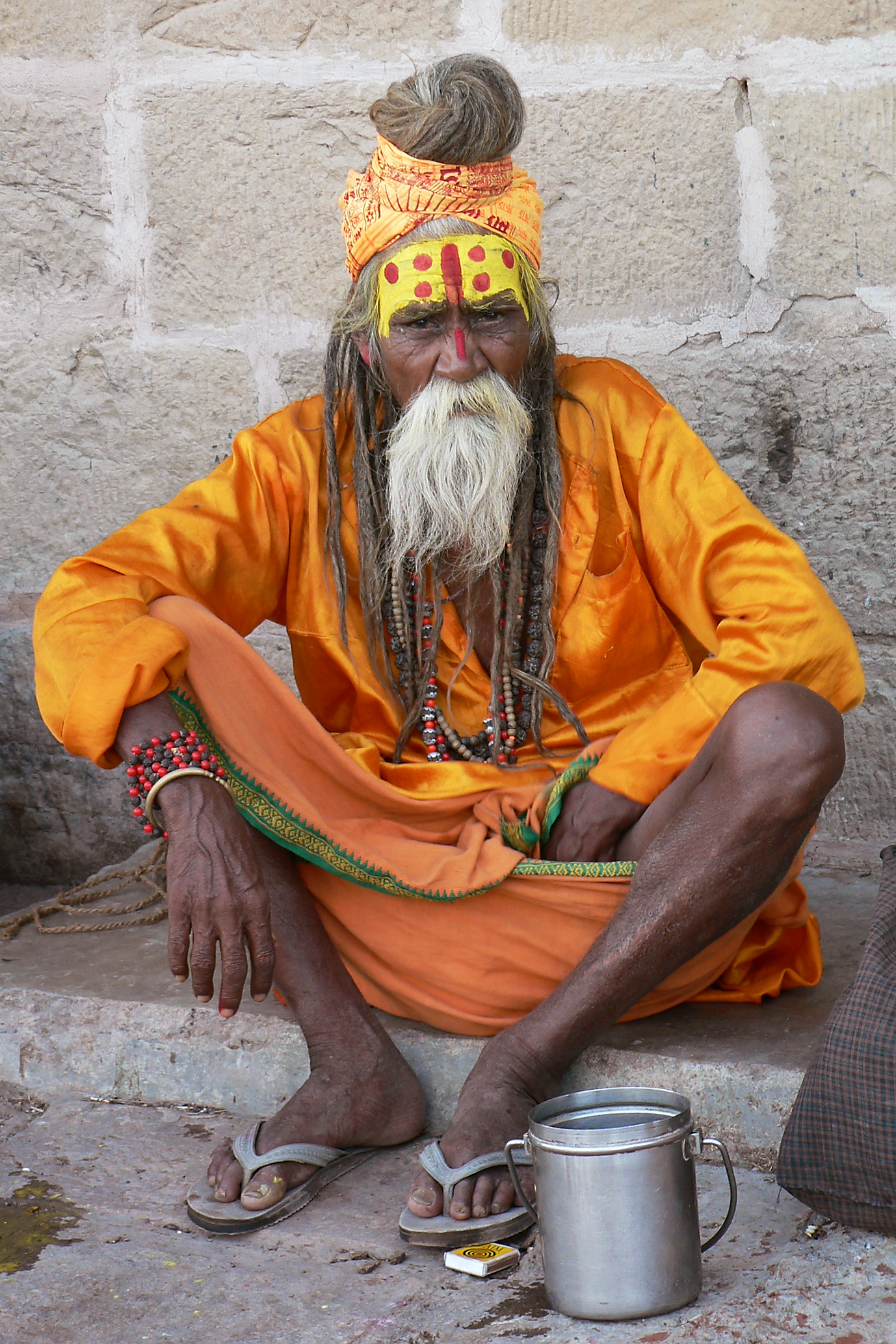
Un sadhu à Varanasi.